# Звягінцева Надія Дмитрівна
Звягінцева Надія Дмитрівна (30 листопада 1960, село Кордон, Алтайський край) — поетеса, співредактор та упорядник обласного літературно-художнього альманаху «Степ», співредактор та упорядник серії книг «Літературні скарби Херсонщини», керівник літературної студії «Контур» Херсонської обласної бібліотеки для дітей імені Дніпрової Чайки.

## Біографія
До шести років мешкала у маленькому тайговому селі Кордон. Потім з батьками переїхала у Казахстан. Жила на самому півдні, в прикордонній з Китаєм зоні, де навіть телевізора довгий час не було — тому у великій пошані були книги, театр, шахи, танці.
Після школи поступила в педагогічний інститут. У 1981 році вийшла заміж і переїхала в Україну. Тут продовжила навчання і у 1984 році закінчила Херсонський педінститут за фахом «Вчитель російської мови та літератури». Ще навчаючись, працювала вчителем спочатку у Новокаховській ЗОШ № 6, потім десять років — в ЗОШ № 1. У 35 років почала писати вірші. Стала членом поетичного клубу «Література. Мистецтво. Культура» (російською «ЛИК»), а з 1997 — його керівником.
Десять наступних років, з 1998, працювала викладачем літературного відділення Новокаховської дитячої школи мистецтв. Розробила програми курсів зі стилістики і поетики, які були затверджені Міністерством культури і туризму України як експериментальні.
З 2008 року за запрошенням керівництва працювала начальником відділу в управлінні культури і туризму Херсонської ОДА, де займалася ще й редакторською діяльністю. За сумісництвом працювала у Херсонському Таврійському ліцеї мистецтв, очолюючи зразкову літературну студію «Ліра».

## Робота
З 2011 року працює у ХОБД (Херсонська обласна бібліотека для дітей імені Дніпрової Чайки) завідувачкою відділу бібліотечного прогнозування та інновацій.
Є керівником літературної студії «Контур», веде однойменний блоґ. Члени студії багаторазові переможці міжнародних, всеукраїнських та обласних конкурсів дитячої творчості.

## Творчість
Вірші друкувалися у місцевих газетах «Ділові новини», «Таврійський час» та колективних збірках.
1. Время луны: [вірші]// Красуне Вічність: поет.альм.- Нова Каховка: Прогрес, 2002. — С.126—306.
2. Вірші//Степ:літ.худож.альм. Вип.17 / голов.ред. О.Бутузов. Херсон: Айант, 2009. — С.46—48.
3. Про неї. Надія Звягінцева // Красуне Вічність: поет.альм.- Нова Каховка: Прогрес, 2002. — С.126.

## Нагороди
Переможець Всеукраїнського конкурсу літературних творів бібліотечних працівників 2012 року, організованого УБА (Українська бібліотечна асоціація)
[Архівовано 15 липня 2014 у Wayback Machine.]  (Протокол  засідання Президії УБА  № 6 від 24.09.2012 р.)